# Liste der Baudenkmale in Boitzenburger Land
In der Liste der Baudenkmale in Boitzenburger Land sind alle Baudenkmale der brandenburgischen Gemeinde Boitzenburger Land und ihrer Ortsteile aufgelistet. Grundlage ist die Veröffentlichung der Landesdenkmalliste mit dem Stand vom 31. Dezember 2022.

## Legende
In den Spalten befinden sich folgende Informationen:
- ID-Nr.: Die Nummer wird vom Brandenburgischen Landesamt für Denkmalpflege vergeben. Ein Link hinter der Nummer führt zum Eintrag über das Denkmal in der Denkmaldatenbank. In dieser Spalte kann sich zusätzlich das Wort Wikidata befinden, der entsprechende Link führt zu Angaben zu diesem Denkmal bei Wikidata.
- Lage: die Adresse des Denkmales und die geographischen Koordinaten. Link zu einem Kartenansichtstool, um Koordinaten zu setzen. In der Kartenansicht sind Denkmale ohne Koordinaten mit einem roten beziehungsweise orangen Marker dargestellt und können in der Karte gesetzt werden. Denkmale ohne Bild sind mit einem blauen bzw. roten Marker gekennzeichnet, Denkmale mit Bild mit einem grünen beziehungsweise orangen Marker.
- Bezeichnung: Bezeichnung in den offiziellen Listen des Brandenburgischen Landesamtes für Denkmalpflege. Ein Link hinter der Bezeichnung führt zum Wikipedia-Artikel über das Denkmal.
- Beschreibung: die Beschreibung des Denkmales
- Bild: ein Bild des Denkmales und gegebenenfalls einen Link zu weiteren Fotos des Baudenkmals im Medienarchiv Wikimedia Commons

## Baudenkmale

### Berkholz
| ID-Nr.                           | Lage                     | Bezeichnung                                           | Beschreibung                                                                                               | Bild               |
| -------------------------------- | ------------------------ | ----------------------------------------------------- | --- | ------------------ |
| 09130360                         | (Lage)                   | Kirche                                                | Aus der zweiten Hälfte des 13. Jahrhunderts, Turmaufsatz und Vorhalle von 1713, Empore mit Orgel von 1859. | weitere Bilder     |
| 09132233                         | Naugartener Weg 1 (Lage) | Hofanlage mit Wohnhaus, Stallgebäude und Stallscheune | | BW                 |
| 09132234 Teilobjekt zu: 09132233 | Naugartener Weg 1 (Lage) | Wohnhaus                                              | | BW                 |
| 09132235 Teilobjekt zu: 09132233 | Naugartener Weg 1 ()     | Stall                                                 | | ein Bild hochladen |
| 09132236 Teilobjekt zu: 09132233 | Naugartener Weg 1 ()     | Stallscheune                                          | | ein Bild hochladen |

### Boitzenburg
| ID-Nr.   | Lage                          | Bezeichnung | Beschreibung | Bild                                                                                 |
| -------- | ----------------------------- | --- | --- | ------------------------------------------------------------------------------------ |
| 09130380 | (Lage)                        | Zisterzienserinnenkloster (Ruine) | Ehemaliges Kloster von um 1270, säkularisiert 1536, heute eine Ruine. | weitere Bilder                                                                       |
| 09130392 | (Lage)                        | Wildpark, östlich des Ortes, zwischen Klosterruine und Verlobungsstein | | BW                                                                                   |
| 09130395 | (Lage)                        | Lindenallee nach Mathildenhof, abgehend von der Straße Boitzenburg-Hardenbeck (L 15)                                                                                             | | BW                                                                                   |
| 09130394 | (Lage)                        | Lindenallee von Boitzenburg nach Wichmannsdorf | | Lindenallee von Boitzenburg nach Wichmannsdorf                                       |
| 09130815 | August-Bebel-Straße 14 (Lage) | Wohnhaus mit Seitenflügel (äußeres Erscheinungsbild) und Kopfsteinpflasterung im Hof                                                                                             | | Wohnhaus mit Seitenflügel (äußeres Erscheinungsbild) und Kopfsteinpflasterung im Hof |
| 09130384 | August-Bebel-Straße 22 (Lage) | Wohnhaus | | Wohnhaus                                                                             |
| 09130385 | August-Bebel-Straße 30 (Lage) | Wohnhaus | | Wohnhaus                                                                             |
| 09130379 | Goethestraße (Lage)           | Kirche | Die Kirche wurde in der zweiten Hälfte des 13. Jahrhunderts erbaut, der Turm wurde im 18. Jahrhundert hinzugefügt. Ebenso wurde Gestühl und die Patronatsloge 18. Jahrhundert erstellt. Der Altaraufsatz stammt aus der Zeit um 1718.                                                                               | weitere Bilder                                                                       |
| 09130386 | Goethestraße 22 (Lage)        | Pfarrhaus | | Pfarrhaus                                                                            |
| 09130381 | Mühlenweg 5 (Lage)            | Klostermühle, bestehend aus Klostermühle, Scheune und Stall | | Klostermühle, bestehend aus Klostermühle, Scheune und Stall                          |
| 09130053 | Puschkinstraße 12 (Lage)      | Evangelische Volksschule | | Evangelische Volksschule                                                             |
| 09130825 | Templiner Straße 4 (Lage)     | Gasthof „Grüner Baum“ mit Gasthaus, Stallgebäude und Biergarten | | Gasthof „Grüner Baum“ mit Gasthaus, Stallgebäude und Biergarten                      |
| 09130387 | Templiner Straße 7 (Lage)     | Beamtenwohnhaus (Verwalterhaus) | | Beamtenwohnhaus (Verwalterhaus)                                                      |
| 09130389 | Templiner Straße 8, 9 (Lage)  | Beamtenwohnhaus | | Beamtenwohnhaus                                                                      |
| 09130390 | Templiner Straße 10 (Lage)    | Beamtenwohnhaus | | Beamtenwohnhaus                                                                      |
| 09130391 | Templiner Straße 11 (Lage)    | Beamtenwohnhaus | | Beamtenwohnhaus                                                                      |
| 09130382 | Templiner Straße 13 (Lage)    | Schlossanlage, bestehend aus Schloss, Schlosspark, Gedächtnistempel für W. F. von Arnim, Apollotempel, Roter Kapelle, Erbbegräbnis von Arnim, Marstall, Gärtnerwohnhaus (Nr. 14) | Das Schloss ist der Stammsitz der Familie von Arnim, eine Burg erstmals 1276 erwähnt, Markgraf Wilhelm von Meißen eroberte 1398 das Schloß, mehrfacher Besitzerwechseln, 1427 erstmals, ab 1528 dauerhaft im Besitz der Familie von Arnim. Ab dem 16. Jahrhundert Gliederung in Oberhaus und Unterhaus nachweisbar. | weitere Bilder                                                                       |

### Brüsenwalde
| ID-Nr.   | Lage   | Bezeichnung          | Beschreibung | Bild |
| -------- | ------ | -------------------- | --- | ---- |
| 09130497 | (Lage) | Wüste Kirche (Ruine) | Die ehemalige Dorfkirche wurde in der zweiten Hälfte des 13. Jahrhunderts erbaut. Von dem Bau sind Reste der Umfassung und des Turmes erhalten. | BW   |

### Buchenhain
| ID-Nr.   | Lage                 | Bezeichnung                       | Beschreibung | Bild |
| -------- | -------------------- | --------------------------------- | ------------ | ---- |
| 09131216 | Buchenhain 23 (Lage) | Gutsarbeiterhaus mit Nebengebäude |              | BW   |

### Düster Möll
| ID-Nr.   | Lage                 | Bezeichnung                                                                             | Beschreibung | Bild |
| -------- | -------------------- | --------------------------------------------------------------------------------------- | ------------ | ---- |
| 09130803 | Duster Möll 1 (Lage) | Oberförsterei Mahlendorf (Duster-Möll) mit Wohnhaus, Stall, Auffahrt und Hofpflasterung |              | BW   |

### Gollmitz
| ID-Nr.   | Lage        | Bezeichnung                            | Beschreibung | Bild |
| -------- | ----------- | -------------------------------------- | ------------ | ---- |
| 09130393 | L 15 (Lage) | Lindenallee von Gollmitz nach Berkholz |              | BW   |

### Hardenbeck
| ID-Nr.                           | Lage               | Bezeichnung                       | Beschreibung                                              | Bild               |
| -------------------------------- | ------------------ | --------------------------------- | --------------------------------------------------------- | ------------------ |
| 09132113                         | Am Wasserturm 2 () | Bahnwasserturm mit Pumpenhäuschen |                                                           | weitere Bilder     |
| 09132114 Teilobjekt zu: 09132113 | Am Wasserturm 2 () | Pumpenhaus                        | Das Pumpenhaus befindet sich südwestlich des Wasserturms. | ein Bild hochladen |
| 09130496                         | Hauptstraße (Lage) | Kirche                            |                                                           | weitere Bilder     |

### Haßleben
| ID-Nr.   | Lage                       | Bezeichnung | Beschreibung | Bild           |
| -------- | -------------------------- | ----------- | --- | -------------- |
| 09130500 | Prenzlauer Straße (Lage)   | Kirche      | Die Saalkirche mit einem schiffsbreiten Turm entstand in der zweiten Hälfte des 13. Jahrhunderts. 1887 kam eine Südvorhalle hinzu. Im Innern befinden sich eine neugotische Kanzel aus dem Jahr 1887 sowie eine Orgel von Friedrich Hermann Lütkemüller von 1887. | weitere Bilder |
| 09130501 | Prenzlauer Straße 1 (Lage) | Schmiede    | | Schmiede       |

### Jakobshagen
| ID-Nr.   | Lage                       | Bezeichnung                                               | Beschreibung | Bild           |
| -------- | -------------------------- | --------------------------------------------------------- | ------------ | -------------- |
| 09130515 | Herzfelder Straße 1 (Lage) | Kirche                                                    |              | weitere Bilder |
| 09132084 | Lindenstraße 15 (Lage)     | Wohnhaus                                                  |              | BW             |
| 09130516 | Lindenstraße 29, 30 (Lage) | Hofanlage, bestehend aus Wohnhaus, Scheune, Großviehstall |              | BW             |

### Klaushagen
| ID-Nr.   | Lage                 | Bezeichnung                                              | Beschreibung | Bild           |
| -------- | -------------------- | -------------------------------------------------------- | --- | -------------- |
| 09130527 | (Lage)               | Kirche                                                   | rechteckige Feldsteinkirche aus der 2. Hälfte des 15. Jahrhunderts mit farbigen Zierfries, urspr. Schlitzfenster, Westturm mit verbrettertem Aufsatz und Zeltdach, 3-gesch. Altaraufsatz vom Anfang des 17. Jahrhunderts, hölzerne Kanzel vom Anfang des 18. Jahrhunderts, Ausmalung von 1901 | weitere Bilder |
| 09130528 | Klaushagen 13 (Lage) | Schule                                                   | | BW             |
| 09130873 | Klaushagen 50 (Lage) | Neubauernstelle, bestehend aus Wohnstallhaus und Scheune | | BW             |

### Krewitz
| ID-Nr.   | Lage              | Bezeichnung               | Beschreibung | Bild |
| -------- | ----------------- | ------------------------- | ------------ | ---- |
| 09131218 | Krewitz 27 (Lage) | Gutshaus mit Stallgebäude |              | BW   |

### Kuhz
| ID-Nr.   | Lage                     | Bezeichnung                                                    | Beschreibung | Bild                                                           |
| -------- | ------------------------ | -------------------------------------------------------------- | ------------ | -------------------------------------------------------------- |
| 09130503 | (Lage)                   | Kirche                                                         |              | weitere Bilder                                                 |
| 09130228 | Dorfstraße 22, 23 (Lage) | Pfarrgehöft, bestehend aus Wohnhaus, Stallgebäude, Gesindehaus |              | Pfarrgehöft, bestehend aus Wohnhaus, Stallgebäude, Gesindehaus |

### Mahlendorf
| ID-Nr.   | Lage                | Bezeichnung  | Beschreibung | Bild               |
| -------- | ------------------- | ------------ | --- | ------------------ |
| 09130730 | ()                  | Lärchenallee | | ein Bild hochladen |
| 09130729 | Mahlendorf 1 (Lage) | Jagdschloss  | | BW                 |
| 09130865 | Mahlendorf 2 (Lage) | Forsthaus    | Das massive eingeschossige Forsthaus steht westlich der Straße nach Gandenitz, am Weg nach Küstrinchen. Es wurde um 1900 erbaut. Der Sockel ist aus Feldsteinen, abgeschlossen wird Putzbau durch ein Satteldach. Bauherr war der Boitzenburger Familienzweig der Familie Arnim. | BW                 |

### Mellenau
| ID-Nr.   | Lage   | Bezeichnung                               | Beschreibung | Bild |
| -------- | ------ | ----------------------------------------- | --- | ---- |
| 09130778 | (Lage) | Kapelle mit angrenzendem Familienfriedhof | Die Kapelle befindet sich südlich des Ortes, auf einer Waldlichtung am Nordufer des Mellensees. Die massive Saalkirche mit Satteldach wurde 1908 aus Feldsteinen im Stil der Neogotik errichtet. An den Längsseiten der Kapelle sowie über dem Haupteingang und in der Apsis sind sehr qualitätvolle Glasfenster aus der Bauzeit komplett erhalten. Stifter der Kapelle war die Gutsbesitzerfamilie Arnim-Mellenau. | BW   |

### Rosenow
| ID-Nr.            | Lage              | Bezeichnung                               | Beschreibung | Bild           |
| ----------------- | ----------------- | ----------------------------------------- | ------------ | -------------- |
| 09130498 Wikidata | (Lage)            | Kirche                                    |              | weitere Bilder |
| 09130499          | (Lage)            | Kastanienallee von Rosenow nach Steinrode |              | BW             |
| 09130220          | Dorfstraße (Lage) | Schule                                    |              | BW             |

### Thomsdorf
| ID-Nr.   | Lage   | Bezeichnung | Beschreibung | Bild           |
| -------- | ------ | ----------- | ------------ | -------------- |
| 09130437 | (Lage) | Kirche      |              | weitere Bilder |

### Warthe
| ID-Nr.            | Lage                      | Bezeichnung                                  | Beschreibung | Bild           |
| ----------------- | ------------------------- | -------------------------------------------- | --- | -------------- |
| 09130727 Wikidata | Warther Dorfstraße (Lage) | Kirche                                       | Die Kirche ist ein Putzbau ohne Turm, laut Inschrift aus dem Jahr 1825. Sie wurde renoviert in den Jahren 1986/88. Die Orgel wurde 1842 eingebaut, die Bleiglasfenster sind aus der Zeit um 1988. | weitere Bilder |
| 09130728          | Warther Dorfstraße (Lage) | Freistehender Glockenstuhl, auf dem Friedhof | Glockenstuhl mit zwei Glocken, eine davon über 700 Jahre alt | BW             |

### Wichmannsdorf
| ID-Nr.            | Lage   | Bezeichnung | Beschreibung | Bild           |
| ----------------- | ------ | ----------- | ------------ | -------------- |
| 09130736 Wikidata | (Lage) | Kirche      |              | weitere Bilder |

## Ehemalige Baudenkmale
| ID-Nr. | Lage   | Bezeichnung                                        | Beschreibung | Bild                                               |
| ------ | ------ | -------------------------------------------------- | --- | -------------------------------------------------- |
|        | (Lage) | Satzung zum Schutz des Denkmalbereichs Boitzenburg | Der Denkmalbereich umfasste das gesamte Gebiet des historischen Ortskern einschließlich Schloss, Gutshof, Friedhof und der Straßen August–Bebel–Straße, Templiner Straße und Goethestraße. | Satzung zum Schutz des Denkmalbereichs Boitzenburg |